# Scènes enfantines
Ne doit pas être confondu avec Scènes d'enfants.
Les Scènes enfantines, op. 92, sont une suite d'œuvres pour piano de la compositrice Mel Bonis, datant de 1912.

## Composition
Mel Bonis compose ses Scènes enfantines avant 1912, date où elle publie l'œuvre aux éditions Demets. Les pièces sont presque toutes dédiées : seules les deux dernières n'ont pas de dédicaces. Les pièces sont dédiées à Odette Dubosc, Simone Domange, Françoise Duroyaume, Max Domange, Yves Dubosc et Jean Duroyaume. L'œuvre est rééditée aux éditions Eschig en 1934. La pièce Cache-cache est publiée aux éditions Henry Lemoine en 1993 in 6 Pièces pour le piano.

## Structure
L'œuvre est composée de huit mouvements :
1. Aubade
2. Joyeux Réveil
3. Cache-cache
4. Valse lente
5. Marche militaire
6. Frère Jacques
7. Bébé s'endort
8. Carillon

## Analyse
Les Scènes enfantines sont son premier recueil de pièces pour enfant publié. Les œuvres de ce recueil conviennent au premier cycle du conservatoire, notamment à la fin du cycle (1C4A, Premier Cycle, Quatrième Année). Ce sont des pièces brèves qui expriment les situations de la vie quotidienne tout en étant illustrées et agrémentées de courtes phrases.

## Réception
Louis Vuillemin qualifie les pièces des Scènes enfantines de bluettes, pièces qui divertiront les enfants, mais sans les instruire pour autant.

## Sources
Étienne Jardin, Mel Bonis (1858-1937) : parcours d'une compositrice de la Belle Époque, 2020 (ISBN 978-2-330-13313-9 et 2-330-13313-8, OCLC 1153996478, lire en ligne)